# ملانی ریوس
ملانی ریوس (انگلیسی: Melanie Ríos؛ زاده ۸ آوریل ۱۹۹۱) بازیگر پورنوگرافی اهل کلمبیا است.